# Jean III de Bavière
Jean de Bavière, né en 1374 et mort le 6 janvier 1425 à La Haye, est un noble et homme d'Église du Saint-Empire, prince-évêque de Liège de 1389 à 1418, puis duc de Bavière-Straubing de 1417 à 1424.
Évêque sans jamais être ordonné prêtre, il se comporte à Liège comme un prince absolutiste, faisant réprimer impitoyablement la révolte de ses sujets par son frère Guillaume, comte de Hainaut, et par son beau-frère, le duc de Bourgogne Jean sans Peur. Après la mort de son frère, il quitte Liège et réussit à mettre la main sur une grande partie de son héritage, au détriment de Jacqueline de Bavière.

## Biographie

### Origines familiales et formation
Jean de Bavière est le fils d'Albert de Wittelsbach (1335-1404), comte de Hainaut, de Hollande et de Zélande et le frère cadet de Guillaume IV de Hainaut (1365-1417).
C'est un petit-fils de l'empereur Louis IV.

### Prince-évêque de Liège

#### Un prince-évêque autoritaire
À peine âgé de 17 ans, il est choisi comme successeur d'Arnould de Hornes (1339-1389) comme évêque de Liège et chef de la principauté de Liège. La principauté ecclésiastique de Liège, dans laquelle les évêques détiennent le pouvoir temporel, appartient au Saint-Empire.
Il est intronisé en juillet 1390 et reçoit ensuite, moyennant une dispense pontificale, le sous-diaconat, le seul ordre qui lui ait jamais été conféré. Par la suite, il refuse d'obtenir la prêtrise, afin de préserver ses possibilités de carrière purement laïque.
Dès le début de son règne, Jean de Bavière se montre autoritaire et suscite l'hostilité de ses sujets, soucieux de maintenir leurs privilèges et coutumes.

#### La révolte des Liégeois (1402-1408)
Au bout de quelques années, il est contraint de se quitter Liège et se réfugie à Maastricht (1402), dans une commanderie de l'ordre Teutonique. Henri de Perwez, sire de Hornes, est choisi par les villes de la principauté comme régent (avec le titre de « mambour »).
Encouragés par l'inaction de Jean de Bavière, ses opposants persécutent ses partisans[réf. nécessaire] et finissent par proclamer sa déchéance en 1406. Le fils du mambour, Thierry de Perwez, est choisi comme évêque et ses troupes assiégèrent Maastricht dans l'hiver 1407-1408.

#### Le retour de l'évêque (1408-1417)
Cela provoque l'intervention de son frère, Guillaume IV de Hainaut, et de son beau-frère, Jean sans Peur, duc de Bourgogne. Une bataille décisive a lieu près de Tongres, dans la plaine d'Othée, en septembre 1408. Les rebelles sont écrasés, huit mille Liégeois périssent dans la bataille, parmi lesquels le mambour et son fils.
À la suite de cette bataille, la Paix des vainqueurs supprime toutes les institutions communales liégeoises et Jean de Bavière revient sur son trône, exerçant un pouvoir sans limites. Il ordonne des représailles qui lui valent le surnom de « Jean sans Pitié ». La veuve du mambour est même précipitée dans la Meuse.

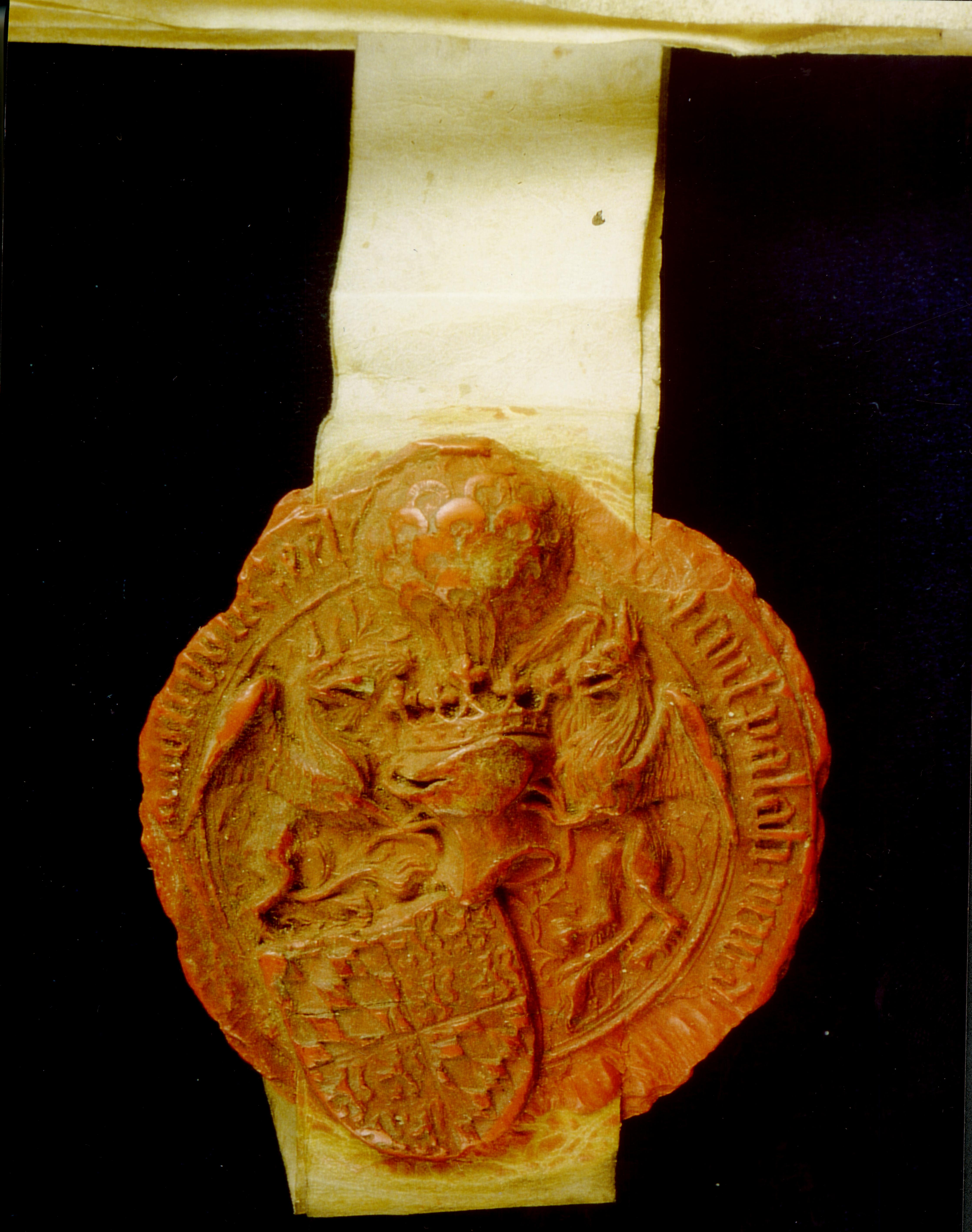
Sceau de Jean III

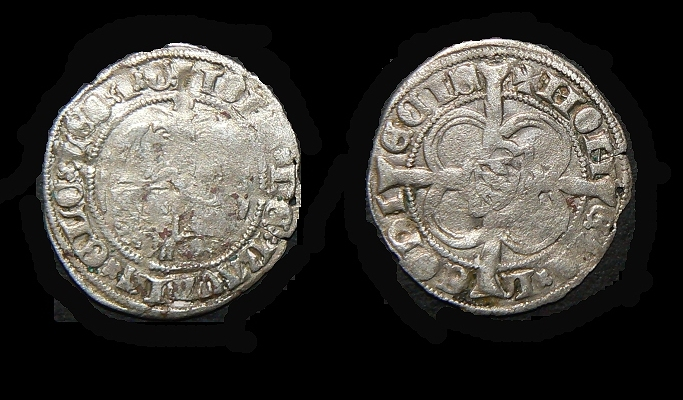
Monnaie d'argent de Jean de Bavière

### Comte de Hollande et de Zélande (1417-1425)
En 1417, Guillaume IV de Hainaut meurt sans laisser de fils. Ses biens passent à sa fille Jacqueline de Bavière. Jean de Bavière conçoit alors le projet de s'emparer de l'héritage de sa nièce. Il abdique l'évêché de Liège et réussit à se faire reconnaître comme comte de Hainaut, de Hollande, de Zélande et de Frise par l'empereur Sigismond de Luxembourg, dont il épouse la nièce, Élisabeth de Goerlitz, duchesse engagère de Luxembourg et veuve d'Antoine, duc de Brabant.
Il s'entend ensuite avec Jean IV de Brabant, fils du précédent, époux de Jacqueline de Bavière. Malgré l'opposition de son épouse et des États de Brabant, Jean de Brabant lui cède la Hollande, la Zélande et la Frise (1420).
Jacqueline de Bavière, qui conserve seulement le Hainaut, se sépare alors de son mari et recherche l'alliance du roi d'Angleterre, épousant même son frère, le duc de Gloucester. Elle revient en octobre 1424 sur le continent à la tête d'une armée anglaise pour tenter de reconquérir son héritage.
Jean de Bavière, qui tient encore la Hollande, meurt inopinément le 6 janvier 1425 à La Haye, sans héritier. Des rumeurs évoquent un cas d'empoisonnement.